# Opere di Patricia Highsmith
Questo è l'elenco delle opere di Patricia Highsmith (1921-1995).
La ripubblicazione di tutti gli scritti editi e inediti della Highsmith è in corso in Italia per l'Editore La nave di Teseo.

## Romanzi
| Titolo italiano                            | Titolo originale                                                       | Anno | Traduttore                                    | Edizione italiana |
| ------------------------------------------ | ---------------------------------------------------------------------- | ---- | --------------------------------------------- | --- |
| Sconosciuti in treno                       | Strangers on a Train                                                   | 1950 | Ester Danesi Traversari                       | Milano, Bompiani, 1954, 1987; Milano, Mondadori, 1978, con commento critico di Mauro Marchesini Milano, La nave di Teseo, 2020 |
| Carol con lo pseudonimo Claire Morgan      | The Price of Salt ripubblicato come Carol con il proprio nome nel 1990 | 1952 | Hilia Brinis                                  | Milano, Bompiani, 1995 Milano, La nave di Teseo, 2020                                                                          |
| Vicolo cieco                               | The Blunderer                                                          | 1954 | Marisa Caramella                              | Milano, Sonzogno, 1985 Milano, Bompiani, 1988 Milano, La nave di Teseo, 2019                                                   |
| Il talento di mister Ripley                | The Talented Mr. Ripley                                                | 1955 | Maria Grazia Prestini                         | Milano, Sonzogno, 1980 Milano, Bompiani, 2000 Milano, La nave di Teseo, 2017, con postfazione di Mario Andreose                |
| Acque profonde                             | Deep Water                                                             | 1957 | Marisa Caramella                              | Milano, Sonzogno, 1986 Milano, Bompiani, 1989 Milano, La nave di Teseo, 2022                                                   |
| Il gioco per la vita                       | A Game for the Living                                                  | 1958 | Hilia Brinis                                  | Milano, Bompiani, 2005 |
| Per amore di Annabelle Quella dolce follia | This Sweet Sickness                                                    | 1960 | Raoul Angyal Marisa Caramella                 | Milano, Ed. del Corriere della Sera, 1960 Milano, Bompiani, 1988, 2000 Milano, La nave di Teseo, 2023                          |
| Il grido della civetta                     | The Cry of the Owl                                                     | 1962 | Luigi Pellisari                               | Milano, Sonzogno, 1979 Milano, Bompiani, 1986, 2000                                                                            |
| I due volti di gennaio                     | The Two Faces of January                                               | 1964 | Vincenzo Vega                                 | Milano, Bompiani, 2000 Milano, La nave di Teseo, 2021                                                                          |
| L'alibi di cristallo                       | The Glass Cell                                                         | 1964 | Carlo Brera                                   | Milano, Bompiani, 1983, 2007                                                                                                   |
| Senza pietà                                | A Suspension of Mercy negli Stati Uniti come The Story-Teller          | 1965 | Marisa Caramella                              | Milano, Bompiani, 1994, 2007                                                                                                   |
| Inseguimento                               | Those Who Walk Away                                                    | 1967 | Attilio Veraldi                               | Milano, Bompiani, 1991, 2001                                                                                                   |
| La spiaggia del dubbio                     | The Tremor of Forgery                                                  | 1969 | Attilio Veraldi                               | Milano, Bompiani, 1982, 2002                                                                                                   |
| Il sepolto vivo                            | Ripley Under Ground                                                    | 1970 | Roberto Mussapi revisione di Marisa Caramella | Milano, Bompiani, 1990 Milano, La nave di Teseo, 2018                                                                          |
| Il riscatto di un cane                     | A Dog's Ransom                                                         | 1972 | Silvia Fabbri e Ugo Marchetti                 | Milano, Bompiani, 1992, 2002                                                                                                   |
| L'amico americano                          | Ripley's Game                                                          | 1974 | Tullio Dobner                                 | Milano, Sonzogno, 1978 Milano, Bompiani (1980) Milano, La nave di Teseo, 2018                                                  |
| Diario di Edith Il diario di Edith         | Edith's Diary                                                          | 1977 | Marisa Caramella                              | Milano, Bompiani, 1979 Milano, La nave di Teseo, 2017                                                                          |
| Il ragazzo di Tom Ripley                   | The Boy Who Followed Ripley                                            | 1980 | Marisa Caramella                              | Milano, Sonzogno, 1982 Milano, Bompiani, 2000 Milano, La nave di Teseo, 2019                                                   |
| Gente che bussa alla porta                 | People Who Knock on the Door                                           | 1983 | Attilio Veraldi                               | Milano, Bompiani, 1990, 2002                                                                                                   |
| Il piacere di Elsie                        | Found in the Street                                                    | 1986 | Marisa Caramella                              | Milano, Bompiani, 1987, 2002                                                                                                   |
| Ripley sott'acqua                          | Ripley Under Water                                                     | 1991 | Hilia Brinis                                  | Milano, Bompiani, 1993 Milano, La nave di Teseo, 2021                                                                          |
| Idilli d'estate                            | Small g: A Summer Idyll                                                | 1995 | Sergio Perroni                                | Milano, Bompiani, 1996, 2013                                                                                                   |

## Raccolte
| Titolo italiano                                                               | Titolo originale                                                                             | Anno | Traduttore                                                                             | Edizione italiana                                                                      |
| ----------------------------------------------------------------------------- | -------------------------------------------------------------------------------------------- | ---- | -------------------------------------------------------------------------------------- | -------------------------------------------------------------------------------------- |
| Urla d'Amore                                                                  | Eleven: Short Stories (UK) The Snail-Watcher and Other Stories (USA)                         | 1970 | Sergio Claudio Perroni                                                                 | Milano, Bompiani, 1997, con prefazione di Graham Greene Milano, La nave di Teseo, 2020 |
| Piccoli racconti di misoginia                                                 | Little Tales of Misogyny prima edizione in Svizzera come Kleine Geschichten für Weiberfeinde | 1975 | Marisa Caramella                                                                       | Roma, La tartaruga, 1984, con un saggio di Luisa Muraro Milano, Bompiani, 1999, 2012   |
| Delitti bestiali                                                              | The Animal Lover's Book of Beastly Murder                                                    | 1975 | Doretta Gelmini                                                                        | Milano, Sonzogno, 1984 Milano, Bompiani, 1987, 2007                                    |
| Schegge di vetro                                                              | Slowly, Slowly in the Wind                                                                   | 1979 | Enrico Groppali                                                                        | Milano, Bompiani, 1998, 2003                                                           |
| La casa nera                                                                  | The Black House                                                                              | 1981 | Emanuela Turchetti                                                                     | Palermo, Sellerio 1989, 1996                                                           |
| La follia delle sirene                                                        | Mermaids on the Golf Course                                                                  | 1985 | Lorenzo Matteoli                                                                       | Milano, Bompiani, 2007 Milano, La nave di Teseo, 2020                                  |
| Catastrofi più o meno naturali                                                | Tales of Natural and Unnatural Catastrophes                                                  | 1987 | Mary Buckwell e Rosetta Palazzi                                                        | Milano, Bompiani, 1989, 2002                                                           |
|                                                                               | The Selected Stories of Patricia Highsmith (postumo, foreword by Graham Greene)              | 2001 |                                                                                        |                                                                                        |
|                                                                               | Nothing That Meets the Eye: The Uncollected Stories (postumo)                                | 2002 |                                                                                        |                                                                                        |
| Uccelli sul punto di volare                                                   | Posthumous Short Stories (1938-1949) (postumo)                                               |      | Hilia Brinis                                                                           | Milano, Bompiani, 2002                                                                 |
| Gli occhi di Mrs. Blynn                                                       | Posthumous Short Stories (1952-1980) (postumo)                                               |      | Hilia Brinis                                                                           | Milano, Bompiani, 2003                                                                 |
| Dei gatti e degli uomini. Tre racconti, tre poesie, un saggio e sette disegni | Katzen: Drei Stories, drei Gedichte, ein Essay und sieben Zeichnungen ed. tedesca            | 2007 | Giulia Niccolai                                                                        | Milano, Archinto, 2007 Milano, Bompiani, 2016                                          |
| Tutto Ripley. Il più inquietante eroe del noir                                | The Complete Ripley Novels                                                                   | 2008 | Tullio Dobner, Marisa Caramella, Hilia Brinis, Roberto Mussapi e Maria Grazia Prestini | Milano, Bompiani, 2009                                                                 |
|                                                                               | Selected Novels and Short Stories (postumo, introduction by Joan Schenkar)                   | 2011 |                                                                                        |                                                                                        |
|                                                                               | Sour Tales for Sweethearts                                                                   | 2015 |                                                                                        |                                                                                        |
| Donne                                                                         |                                                                                              | 2021 | Hilia Brinis, Lorenzo Matteoli e Sergio Claudio Perroni                                | La nave di Teseo, 2021                                                                 |

## Altro
| Titolo italiano                                                                                  | Titolo originale | Anno                | Traduttore                       | Edizione italiana                                                                          |
| ------------------------------------------------------------------------------------------------ | --- | ------------------- | -------------------------------- | ------------------------------------------------------------------------------------------ |
| Le primule sono rosa                                                                             | Primroses Are Pink | 1936                | Lorenzo Matteoli                 | in Donne, cit.                                                                             |
| La storia di Sydney                                                                              | The Story of Sydney «Barnard Quarterly», XIV, 2, Winter 1940, pp. 12-13                                                         | 1940                | Lorenzo Matteoli                 | in Donne, cit.                                                                             |
| La leggenda del convento di Saint Fotheringay                                                    | The Legend of the Convent of Saint Fotheringay «Barnard Quarterly», XV, 3, Spring 1941, pp. 4-14                                | 1940                | Lorenzo Matteoli                 | in Donne, cit.                                                                             |
| La campionessa del mondo di rimbalzi sul marciapiede                                             | The World’s Champion Ball-Bouncer «Woman's Home Companion», April 1947                                                          | 1947                | Lorenzo Matteoli                 | in Donne, cit.                                                                             |
|                                                                                                  | Where to, Madam? in "Woman's Home Companion", October                                                                           | 1951                |                                  |                                                                                            |
|                                                                                                  | You Can't Depend on Anybody in "The Saint Detective Magazine", vol. 6, n. 4, October                                            | 1956                |                                  |                                                                                            |
|                                                                                                  | The Perfect Alibi in "Ellery Queen's Mystery Magazine", vol. 39, March 1957, pp. 83-96                                          | 1957                |                                  |                                                                                            |
|                                                                                                  | Miranda the Panda Is on the Veranda con Doris Sanders                                                                           | 1958                |                                  |                                                                                            |
|                                                                                                  | Nightwalker in "The Saint Mystery Magazine", vol. 10, n. 6, December 1958, pp. 97-112                                           | 1958                |                                  |                                                                                            |
| Suspense. Pensare e scrivere un giallo Come si scrive un giallo. Teoria e pratica della suspense | Plotting and Writing Suspense Fiction                                                                                           | 1961 nuova ed. 1981 | Fiorella Cagnoni e Sylvie Coyaud | Roma, La tartaruga, 1986 Roma, Minimum fax, 1998; 2007, con prefazione di Andrea Camilleri |
|                                                                                                  | Camera Fiend in "Ellery Queen's Mystery Magazine", vol. 49, February 1967, pp. 111-22                                           | 1967                |                                  |                                                                                            |
|                                                                                                  | Sauce for the Goose in "Ellery Queen's Mystery Magazine", September 1972, pp. 136-47; in Twister, a cura di Steve Bowles (1981) | 1972                |                                  |                                                                                            |
|                                                                                                  | On First Love in "The Sunday Times Magazine", 20 January                                                                        | 1974                |                                  |                                                                                            |
| La vendetta del topo (da Delitti bestiali)                                                       | Djemal's Revenge | 1975                | Doretta Gelmini                  | Torino, Edizioni Sonda, 1993                                                               |
|                                                                                                  | Introduction in The World of Raymond Chandler, a cura di Miriam Gross                                                           | 1977                |                                  |                                                                                            |
|                                                                                                  | The Adventuress in "Ellery Queen's Mystery Magazine", October                                                                   | 1978                |                                  |                                                                                            |
|                                                                                                  | Not-Thinking with the Dishes in H. R. F. Keating, Whodunit? A Guide to Crime, Suspense and Spy Fiction                          | 1982                |                                  |                                                                                            |
|                                                                                                  | Foreword in H. R. F. Keating, Crime and Mystery: The 100 Best Books                                                             | 1987                |                                  |                                                                                            |
|                                                                                                  | A Family Decision in "Winter's Crimes", 15 January 1987, pp. 33-53                                                              | 1987                |                                  |                                                                                            |
|                                                                                                  | The Wine of Scotland | 1988                |                                  |                                                                                            |
|                                                                                                  | The Legless A in "Omni", vol. 10, n. 7, Avril 1988, pp. 50-52                                                                   | 1988                |                                  |                                                                                            |
|                                                                                                  | Suspect in "Ellery Queen's Mystery Magazine", vol. 92, November 1988, pp. 4-15                                                  | 1988                |                                  |                                                                                            |
|                                                                                                  | Scene of the Crime in "Granta", n. 29, Winter                                                                                   | 1989                |                                  |                                                                                            |
|                                                                                                  | Chillers. | 1990                |                                  |                                                                                            |
|                                                                                                  | A Safety in Numbers in "Ellery Queen's Mystery Magazine", vol. 95, January                                                      | 1990                |                                  |                                                                                            |
|                                                                                                  | My Life with Greta Garbo in "The Oldie", 3 April                                                                                | 1992                |                                  |                                                                                            |
|                                                                                                  | The Red and Blue Air Mattress in "Ellery Queen's Mystery Magazine", vol. 103, April 1994, pp. 4-13                              | 1994                |                                  |                                                                                            |
| Diari e taccuini 1941-1995                                                                       | Her Diaries and Notebooks 1941-1995 a cura di Anna von Planta                                                                   | 2021                | Viola Di Grado                   | Milano, La nave di Teseo, 2022                                                             |